# Conurbación Copiapó-Tierra Amarilla

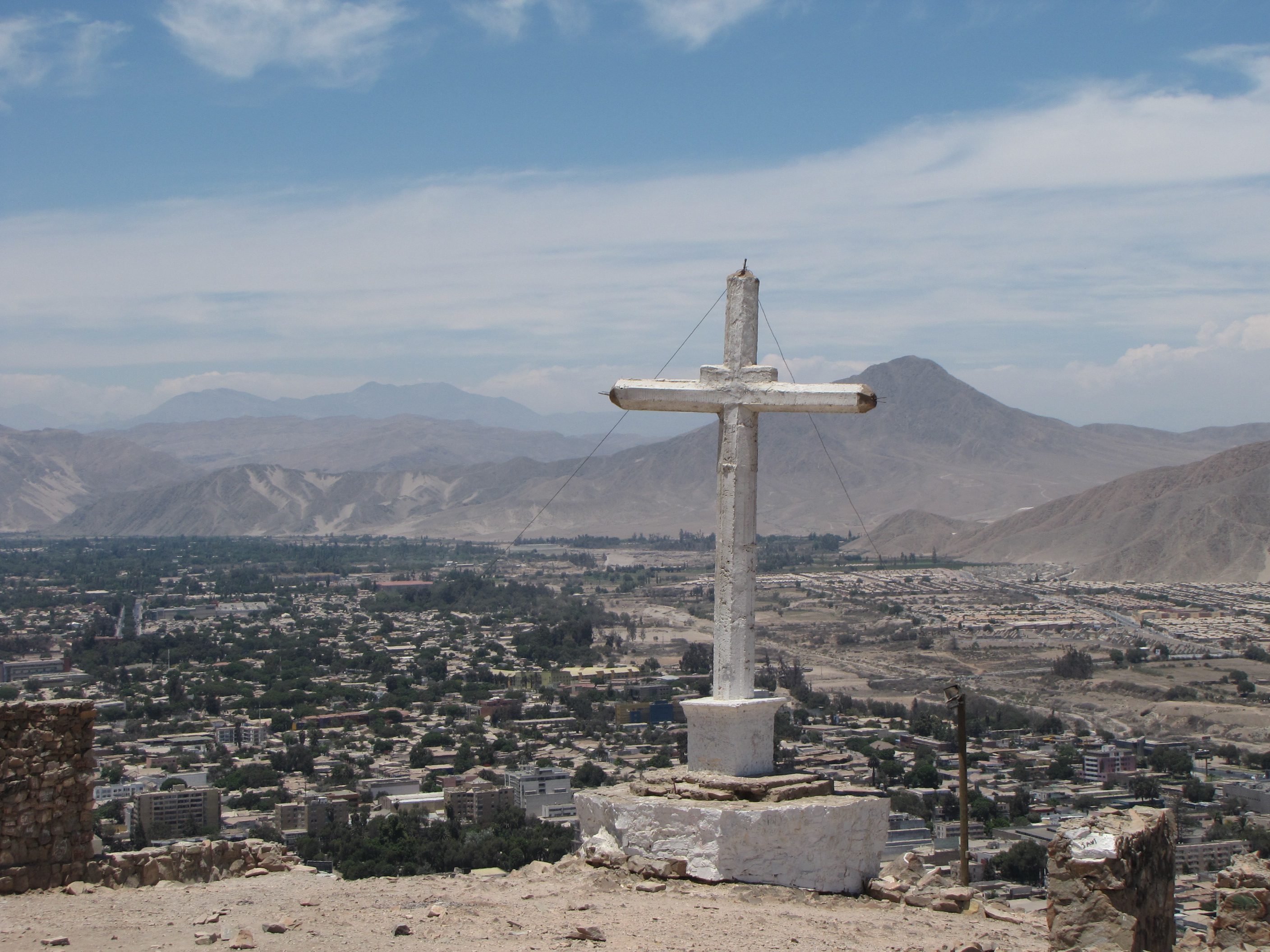
Vista panorámica parcial desde el Cerro La Cruz

La Conurbación Copiapó-Tierra Amarilla es la aglomeración urbana compuesta por la ciudad de Copiapó y el pueblo de Paipote en la comuna de Tierra Amarilla en la Región de Atacama en Chile. Según el censo de 2024, contara con 189 659 habitantes.